# 天山瓦韦
天山瓦韦（学名：Lepisorus albertii），为水龙骨科瓦韦属下的一个植物种。